# گادسمک (آلبوم)
گادسمک (به انگلیسی: Godsmack) نخستین آلبوم گروه هوی متال امریکایی گادسمک می‌باشد  که در ۲۵ اوت ۱۹۹۸ منتشر شد.

## فهرست آهنگ‌ها
۱- ماه عزیز
۲- هرچی
۳- دور بمان
۴- بمب زمان
۵- بی ایمان
۶- محفوظ
۷- کسی در لندن (بیکلام)
۸- پاشو، گمشو
۹- حالا یا هیچوقت
۱۰- استرس
۱۱- موقعیت
۱۲- وودو
۲- Whatever
۳- Keep Away
۴- Time Bomb
۵- Bad Religion
۶- Immune
۷- Someone in London
۸- Get Up, Get Out!
۹- Now Or Never
۱۰- Stress
۱۱- Situation
۱۲- Voodoo

## پدید آورندگان
- سالی ارنا : آواز - ریتم گیتار - تهیه کننده
- تونی رامبولا : لید گیتار
- رابی مریل : بیس گیتار
- تامی استوارت : درامز
- مادراک : تهیه کننده
- جوزف ام. پالماکسیو : مسترینگ